# André Valabrègue
Pour les articles homonymes, voir Valabrègue.
André Valabrègue, né le 8 janvier 1903 à Paris et mort le 16 mai 1988 à Remiremont, est un homme politique français.

## Biographie
Il préside l'Institut de recherche pour le développement (IRD) de 1963 à 1973.
Il est à l'origine de l'expression « député godillot », après avoir déclaré : « Nous, à l'UNR, nous sommes les godillots du Général »,.

## Mandats électifs
- Député de la quatrième circonscription de l'Hérault (1958-1962)